# Corelli Horn
Corelli Horn är en bergstopp i Antarktis. Den ligger i Västantarktis. Argentina, Chile och Storbritannien gör anspråk på området. Toppen på Corelli Horn är 1 000 meter över havet.
Terrängen runt Corelli Horn är varierad. Trakten är obefolkad. Det finns inga samhällen i närheten.